# 小行星4525
小行星4525（英語：4525 Johnbauer）是一颗围绕太阳公转的小行星。1982年5月15日，埃莉諾·赫琳、尤金·舒梅克、P. D. Wilder在帕洛马山发现了此天体。
这颗小行星的绝对星等为30.82281527399297等。